# Portal de Valencia
El Portal de Valencia es una de las puertas que da acceso al recinto defensivo de la muralla de Daroca. Fue declarada monumento nacional junto con el resto del conjunto de fortificaciones de Daroca en resolución: 03/06/1931 Publicación: 04/06/1931. 

## Descripción
El Portal de Valencia es una pequeña puerta de arco del siglo XV. Se encuentra muy próximo a la Puerta Baja. 
Está formada por un arco adovelado, ligeramente apuntado flanqueado por dos torreones, un torreón de planta pentagonal construido enteramente en piedra sillar y otro un poco más separado de la puerta, construido en su mitad inferior en piedra sillar y en la mitad superior en ladrillo rojo rematada con una cornisa mudéjar. En la parte que da a intramuros en cambio, apreciamos un arco rebajado, y reforzado con ladrillo. Sobre el portal, se observa un solanar con columna parteluz cubierto por un tejado.
El paño de la muralla junto a la puerta está construida en su mitad inferior en piedra sillar y en la mitad superior en ladrillo, al igual que uno de los torreones de flanco.